# Marthamyces phacidioides
Marthamyces phacidioides är en svampart som först beskrevs av Elias Fries, och fick sitt nu gällande namn av Minter 2003. Marthamyces phacidioides ingår i släktet Marthamyces och familjen Rhytismataceae.  Arten är reproducerande i Sverige. Inga underarter finns listade i Catalogue of Life.